# Philips PM5544

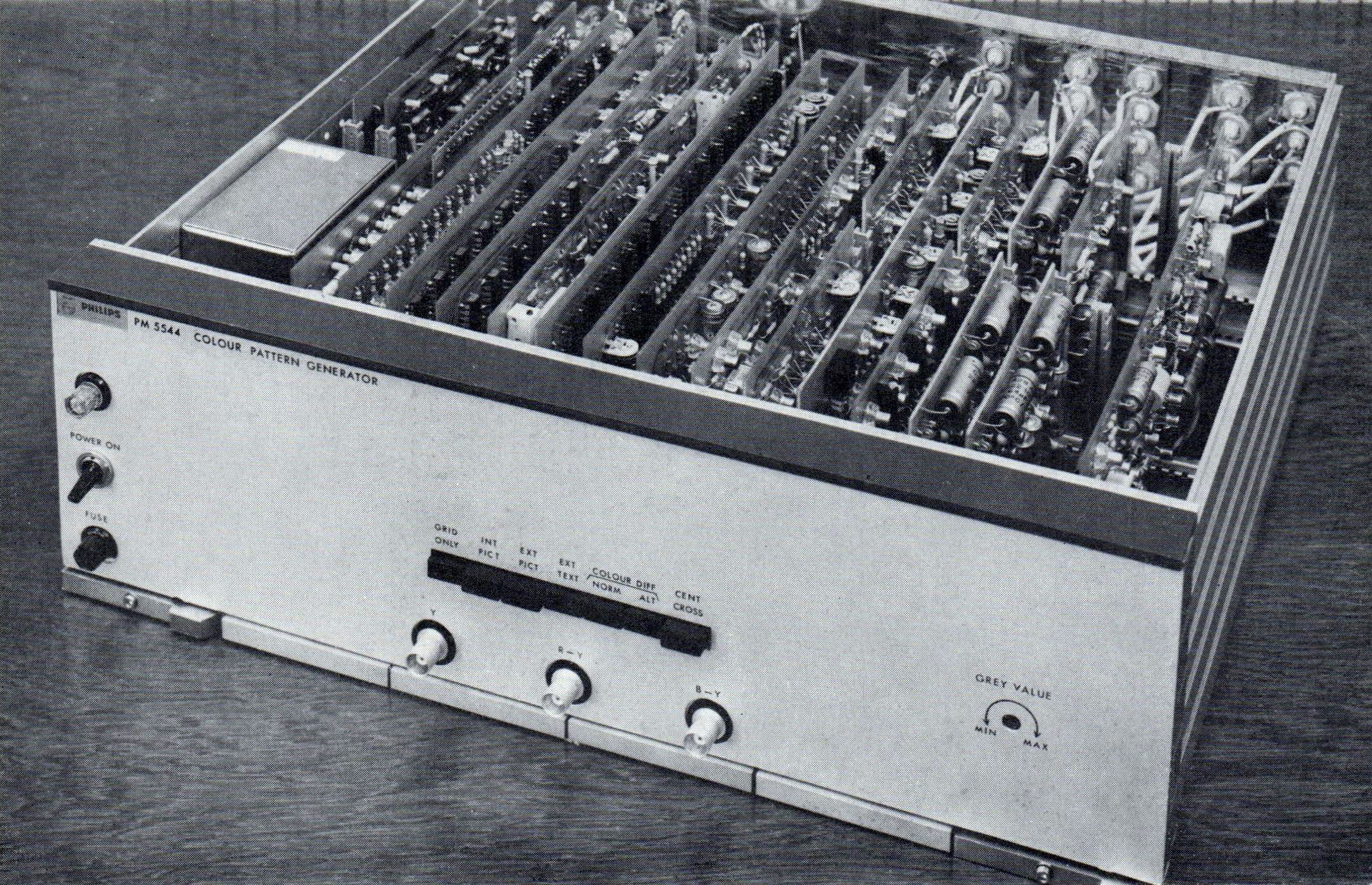
Een Philips PM5544 testbeeldgenerator.

De Philips PM5544 wordt door televisiestations gebruikt om een testbeeld te genereren. Deze wordt al gebruikt sinds de opkomst van kleurentelevisie en is de meest gebruikte testbeeldgenerator wereldwijd.
Veel stations gebruiken een PAL-systeem met 625 lijnen dat gebruikmaakt van de PM5544-testbeeldgenerator. Er is ook een breedbeeldversie van de testbeeldgenerator, de PM5644.

PM5544 testbeeld (4:3)
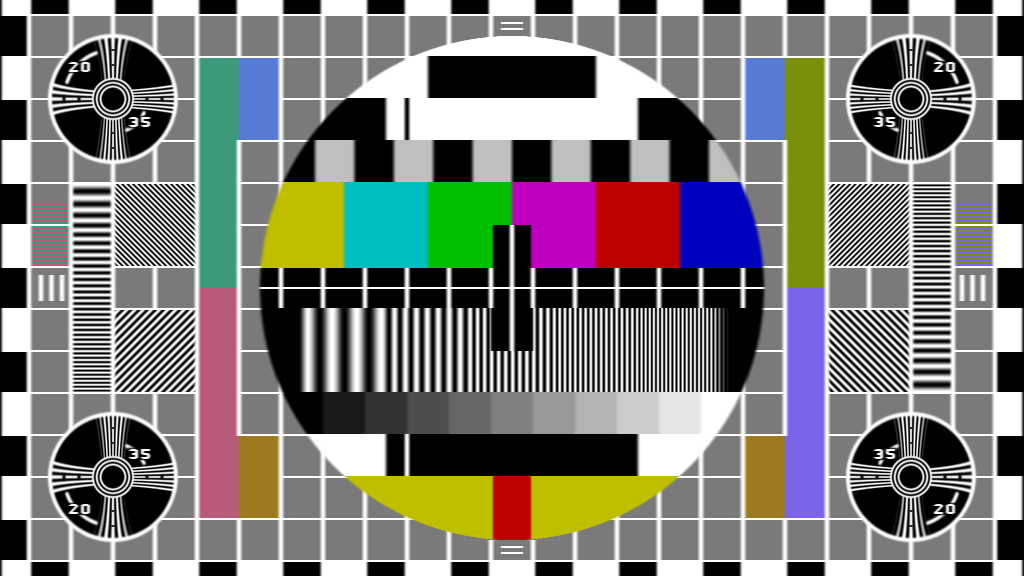
PM5644 testbeeld (16:9)